# 정이 (영화)
"정이"(영어: Jung_E)는 2023년 공개된 대한민국의 SF 영화이다. 연상호가 감독과 각본을 맡았다. 배우 강수연의 유작이다.

## 출연

### 주연
- 강수연[2] : 서현 역
- 김현주 : 정이 역
- 류경수 : 상훈 역

### 조연
- 이동희 : 회장 역
- 한우열 : 재경 역
- 윤기창 : 연구원 1 역
- 이가경 : 연구원 2 역
- 신민재 : 연구원 3 역
- 박충환 : 연구원 4 역
- 김선혁 : 연구원 5 / 무전 목소리 역
- 이현균 : 의사 역
- 박소이 : 어린 서현 역
- 전정일 : 양복 장성 1 역
- 안지안
- 나호숙 : 서현 할머니 역
- 차영주 : 간호사 역

### 특별 출연
- 엄지원 : 이세연 역

## 기타
- 배우 강수연의 약 11년 만의 복귀작이라는 점에서 큰 주목을 받았지만 그녀가 2022년 5월 7일 뇌출혈로 갑작스럽게 세상을 떠나면서, 결국 복귀작이 유작이 되었다.